# Josh Lewsey
Owen Joshua Lewsey (Bromley, 30 de noviembre de 1976) es un exjugador británico de rugby que se desempeñaba mayoritariamente como centro. Actualmente ejerce su profesión de abogado.

## Biografía
Estudió  en la Universidad de Brístol recibiéndose en 2001. Luego de graduarse se incorporó al Ejército Británico ingresando como oficial en comisión por su título universitario, estuvo dos años en él pero renunció en 2003 porque sus compromisos con el rugby profesional y los del ejército lo agotaban demasiado.

## Selección nacional
Debutó en el XV de la Rosa en 1998. Su último partido fue ante Les Bleus en semifinales del Mundial de Francia 2007.

### Participaciones en Copas del Mundo
Disputó dos Copas del Mundo: Australia 2003 donde marcó cinco tries ante los Teros y se consagró campeón del Mundo y Francia 2007; en semifinales ante el local marcó el try de la victoria y se lesionó el bíceps, este fue su último partido con el XV de la Rosa.
| Mundial                       | Sede      | Resultado  | PJ | Tries |
| ----------------------------- | --------- | ---------- | -- | ----- |
| Copa Mundial de Rugby de 2003 | Australia | Campeón    | 6  | 5     |
| Copa Mundial de Rugby de 2007 | Francia   | Subcampeón | 5  | 1     |

## British and Irish Lions
Fue convocado a los Lions para la gira a Nueva Zelanda 2005 donde disputó los tres test matches.

## Palmarés
- Campeón del Torneo de las Seis Naciones de 2003 con Grand Slam.
- Campeón de la Copa de Campeones de 2003/04 y 2006/07.
- Campeón de la Copa Desafío de 2002/03.
- Campeón de la Aviva Premiership de 2002-03, 2003-04, 2004-05 y 2007-08.
- Campeón de la Anglo-Welsh Cup de 1999-2000 y 2005-06.